# Четырёхполосый хромогобиус
Четырёхполосый хромогобиус (лат. Chromogobius quadrivittatus) — вид лучепёрых рыб из семейства бычковых.

## Описание
Максимальная длина тела 66 мм. Масса около 2 г. Тело вытянутое, вальковатое, почти одинаковой высоты по всей длине, покрыто мелкой циклоидной чешуёй. Голова, передняя часть спины, горло и основания грудных плавников без чешуи. Ноздри вытянуты в трубочки. На голове располагаются 7 подглазничных рядов генипор (сейсмосенсорные каналы). Голова приплюснутая с характерным мраморовидным рисунком по бокам из тёмных узких полос. Глаза сдвинуты вверх.
Окраска тела светло-коричневая, по бокам проходит 10—12 вертикальных тёмно-коричневых полос. Внизу передней части жаберной крышки тёмное пятно. На лучах хвостового, второго спинного и грудных плавников тёмные пятнышки. Над основанием грудных плавников чёрная полоса.
В первом спинном плавнике 6—7 колючих лучей, во втором спинном плавнике 1 колючий и 9—11 мягких лучей. В анальном плавнике 1 колючий и 8—10 мягких лучей. Хвостовой плавник закруглённый. Брюшные плавники сращены в округлую присоску, которая не доходит до анального отверстия. Плавательный пузырь отсутствует.

## Ареал и местообитания
Распространён в Средиземном, Эгейском, Мраморном морях. В Чёрном море встречался в береговых лагунах в районе Сочи, Новороссийска, Абрау-Дюрсо. Вследствие антропогенного воздействия и изменения водного режима водоёмов исчез из этих мест. Изредка встречается у побережья Турции, у Новороссийска и в Варненском заливе.
Морской, прибрежно-лиманный вид. Держится в придонном слое. Ведёт нехищный образ жизни.

## Взаимодействие с человеком
Промыслового значения не имеет. МСОП присвоил данному виду статус «Вызывающий наименьшие опасения». Включен в Красную книгу Краснодарского края. Статус «Недостаточно изученный».